# Юаньхуэй
Юаньхуэ́й (кит. упр. 源汇, пиньинь Yuánhuì, буквально: «слияние источников») — район городского подчинения городского округа Лохэ провинции Хэнань (КНР).

## История
Посёлок в этих местах существовал ещё при империи Тан, а при монгольской империи Юань эти места стали сильно развиваться благодаря наличию речного порта. При империи Цин в 1852 году находящийся в этих местах посёлок получил название Юаньхуэй (源汇镇); тогда он входил в состав уезда Яньчэн (郾城县). После образования Китайской республики посёлок был в 1912 году переименован из Юаньхуэй в Лохэ (漯河镇).
В 1948 году посёлок официально стал городом, выйдя из-под юрисдикции уезда.
В 1949 году был создан Специальный район Сюйчан (许昌专区), и эти места вошли в его состав.
В 1960 году уезд Яньчэн был присоединён к городу Лохэ, но в 1961 году они были вновь разделены.
В 1969 году Специальный район Сюйчан был переименован в Округ Сюйчан (许昌地区).
В 1986 году постановлением Госсовета КНР был расформирован округ Сюйчан, и из части входивших в него административных единиц был образован городской округ Лохэ; бывший город Лохэ стал районом Юаньхуэй городского округа Лохэ.

## Административное деление
Район делится на 4 уличных комитета, 3 посёлка и 1 волость.